# Nyt fra Vestfronten Mixtape
Nyt fra vestfronten er mixtape udgivet af den danske rapper L.O.C. (Liam O'Connor) i 2007 hos Tabu Records.
Albummet er mixet & indspillet af Glenn Rottland for Scottland Productions. Det er videre produceret af Costa Bravo, Rune Rask & Troo.l.s, Karma De Ville, Copenhaniacs, Madness 4 Real, Lasse Pilfinger og Malk De Koijn. Artwork er af Tomace. Alle sange er endvidere skrevet af Liam O' Connor for Aarhus V Allstars.
Alle beats, på nær Du ikke nogen pimp, er fra andre kunstnere end L.O.C. De fleste benyttede beats er gamle kendinge fra den danske rap scene. Titlerne brugt på Mixtapet er beatets oprindelige titel, og kan ses som homage til dansk raps store navne, og dem som har ledsaget L.O.C gennem hans karriere. Mixtapet er hosted af B.A.N.G.E.R.S medlem og gode ven af L.O.C, U$O.

## Tracks
1. "Lyriske 9mm" – produceret af Madness 4 Real, oprindeligt et Clemens nummer.
2. "Kig Forbi" – produceret af Pilfinger, oprindeligt et Johnson nummer.
3. "Highroller" – produceret af Rune Rask & Troo.l.s, oprindeligt brugt på U$O mixtapet Viskalallegernehamere playermix vol.1.
4. "Rolig Rolig – produceret af Rune Rask & Troo.l.s., oprindeligt et Troo.l.s & Orgi-E nummer.
5. "V.I.P" – produceret af L.O.C., oprindeligt fra EP'en af samme navn.
6. "Du Ikke Nogen Pimp" – produceret af Costa Bravo.
7. "Tabu Kumpaner" – produceret af Rune Rask, oprindeligt et Suspekt nummer.
8. "Fra Min Blok Remix" – produceret af Copenhaniacs, oprindeligt fra promo singlen af samme navn.
9. "Helt Ned I Tempo" – produceret af Rune Rask & Troo.l.s, oprindeligt fra Tabu Ep'en.
10. "Kosmisk Kaos" – produceret af Tue Track, oprindeligt et Malk De Koijn nummer.
11. "Kronisk Fastelavn" – oprindeligt produceret af Dj Nage for Hvid Sjokolade.